# Saint-Bris-des-Bois
Saint-Bris-des-Bois is een gemeente in het Franse departement Charente-Maritime (regio Nouvelle-Aquitaine) en telt 391 inwoners (1999). De plaats maakt deel uit van het arrondissement Saintes.

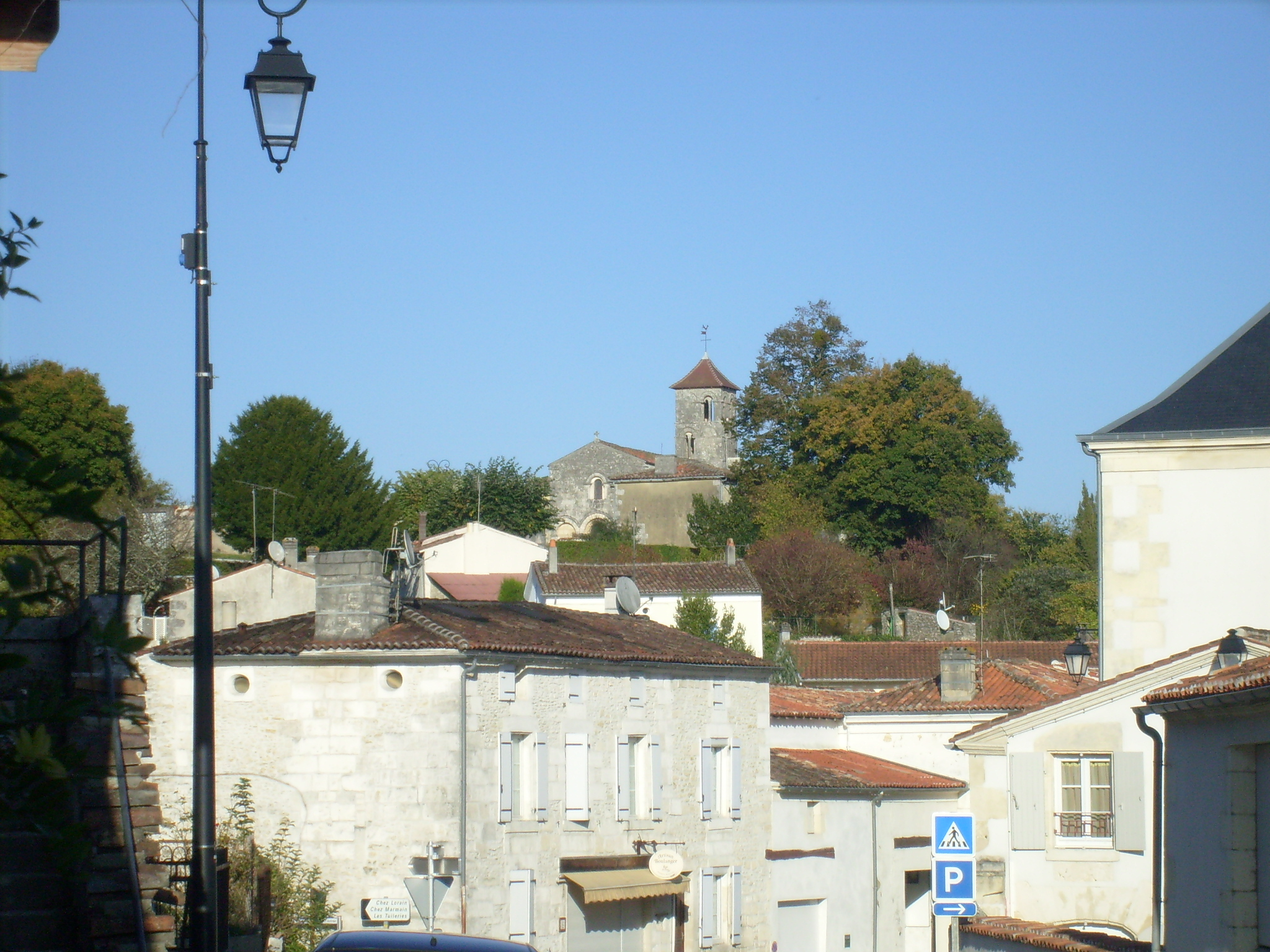
Saint-Bris-des-Bois
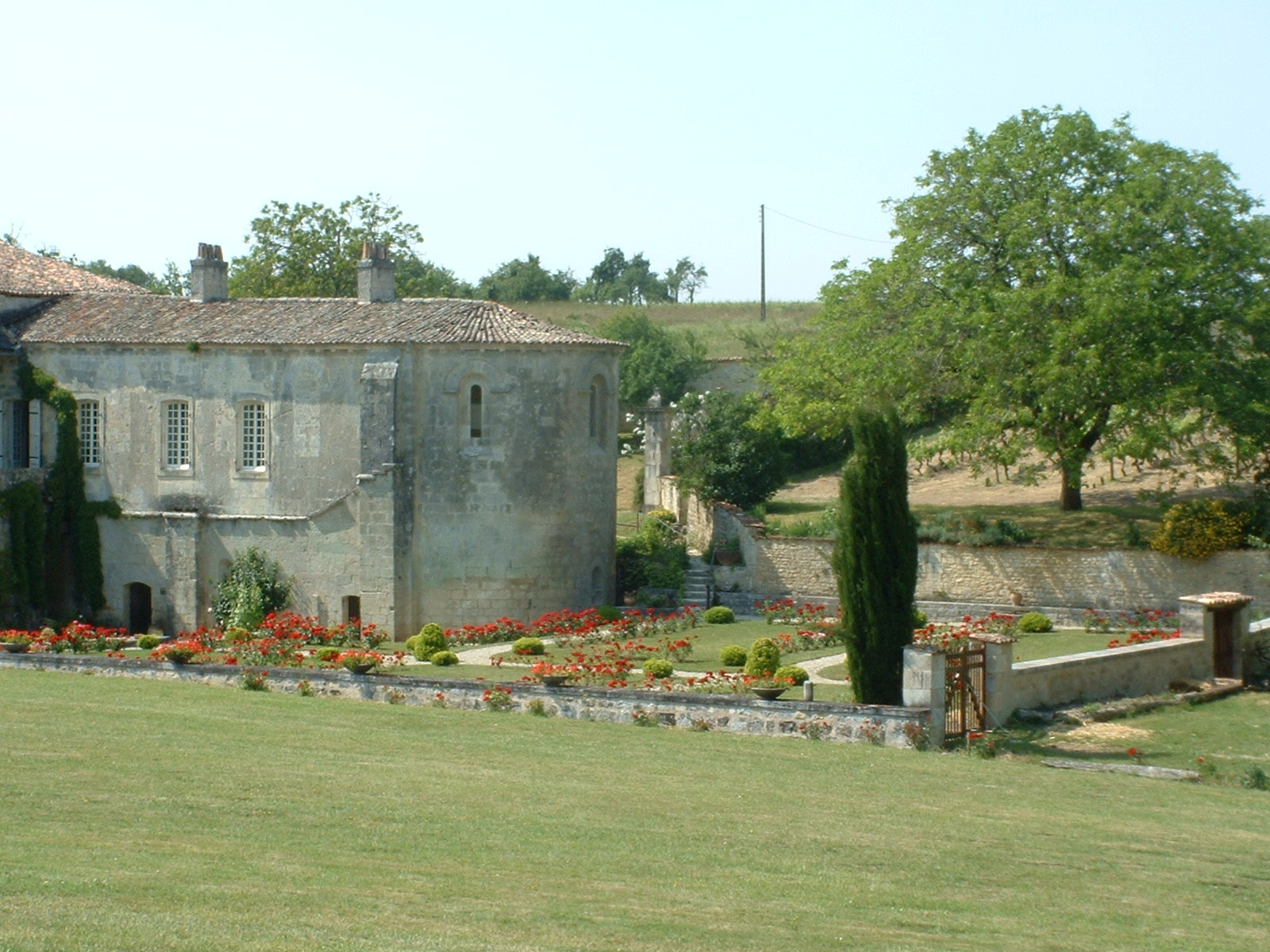
Abdijtuin

## Geografie
De oppervlakte van Saint-Bris-des-Bois bedraagt 9,0 km², de bevolkingsdichtheid is 43,4 inwoners per km².
De onderstaande kaart toont de ligging van Saint-Bris-des-Bois met de belangrijkste infrastructuur en aangrenzende gemeenten.

## Demografie
Onderstaande figuur toont het verloop van het inwonertal (bron: INSEE-tellingen).